# Маяк Седловатый
Маяк Седловатый — упразднённый в 2006 году населённый пункт в Мурманской области России. Входил на момент упразднения в ЗАТО город Полярный (с 2008 года — городской округ ЗАТО Александровск).

## География
Располагался на острове Седловатый (западный берег Кольского залива между губами Сайда и Оленья) в северной части Кольского залива, в 18 км к востоку от г. Североморска.

## История
Существовал в середины 1920-х как посёлок при маяке, установленном в 1900 году.
С 1920-х гг. в составе Полярного сельсовета (позднее — горсовета), с 1961 — в подчинении Североморского горсовета.
Законом Мурманской области № 793-01-ЗМО от 29 сентября 2006 года населённый пункт был упразднён в связи с отсутствием проживающего населения.

## Население
К 2006 году считался нежилым. На год упразднения населения не было.

## Инфраструктура
Маяк.

## Транспорт
Доступен морем. Находился в труднодоступной и отдаленной местности.